# Łuskowcowate
Łuskowcowate, łuskowce, pangoliny (Manidae) – rodzina ssaków łożyskowych z rzędu łuskowców (Pholidota), stanowiącego grupę siostrzaną drapieżnych. Wyróżnia się, w zależności od ujęcia, od jednego do trzech rodzajów. Cechują się osłaniającymi ich ciało łuskami, są ssakami o oryginalnej budowie ciała. Zamieszkują Azję i Afrykę, zasiedlają głównie lasy, ale też tereny trawiaste, radzą sobie w środowiskach antropogenicznych pod warunkiem dostępności pokarmu i wody. Żywią się mrówkowatymi i termitami, które wydobywają z rozkopywanych gniazd długim a wąskim językiem. Prowadzą samotny, nocny tryb życia, kontakty społeczne ograniczają się do rozrodu. Po trwającej od 2 do 5 miesięcy ciąży samica rodzi zwykle jedno młode, rzadko bliźnięta. Poluje się na nie nielegalnie celem konsumpcji bądź użycia w tradycyjnej medycynie chińskiej.

## Budowa

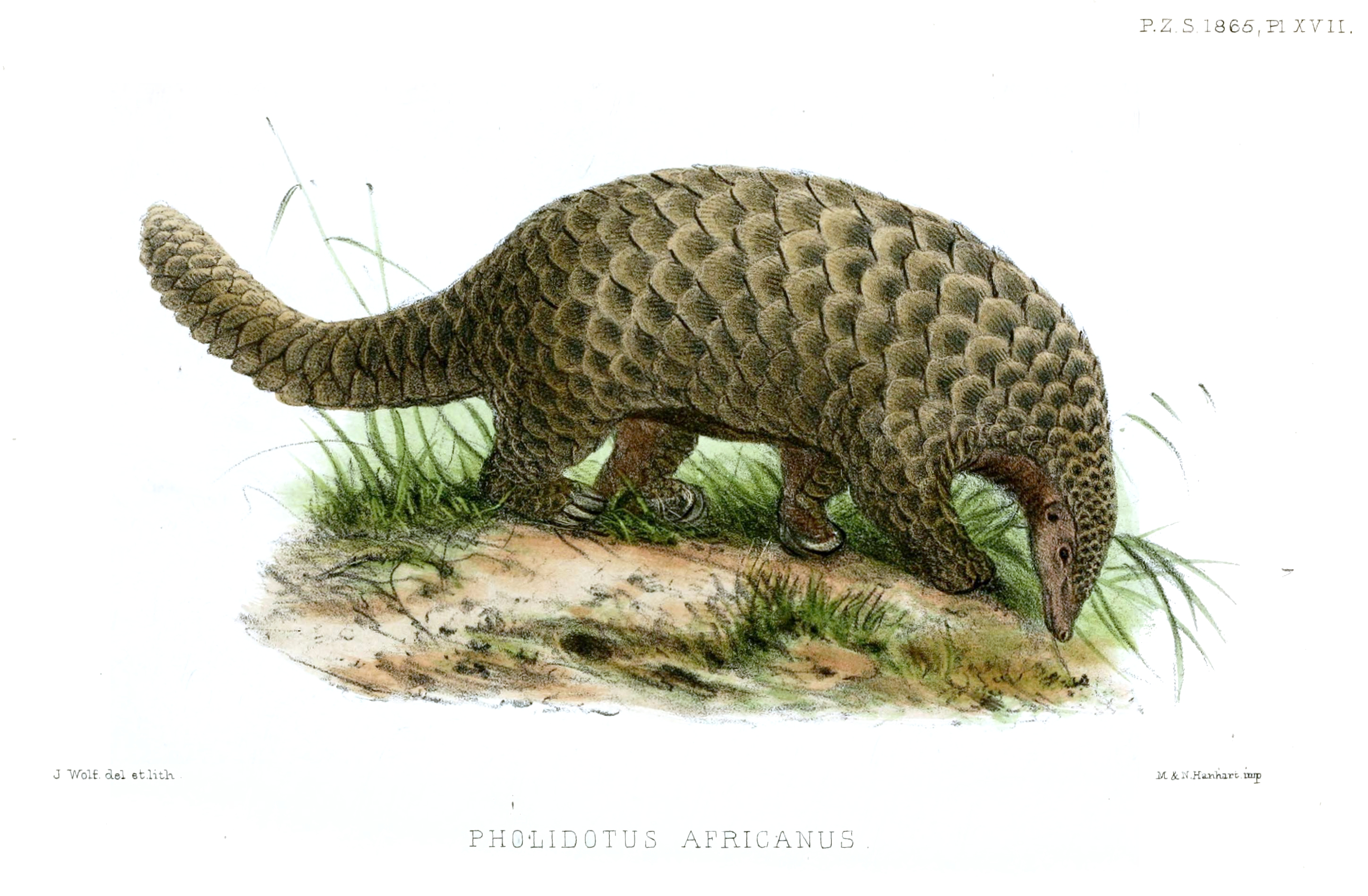
Największym przedstawicielem łuskowcowatych jest łuskowiec olbrzymi

Łuskowcowate są ssakami o oryginalnej budowie ciała. Morfologią przypominają nieco mrówkojadowate, z którymi łączą je liczne adaptacje do myrmekofagii. Okazują się one jednak powierzchowne, analogiczne, wynikłe z konwergencji.
Na głowie mają łuskowce niewielkie oczy o ciemnej tęczówce umożliwiające im słabe widzenie. Uszy w zależności od gatunku mogą posiadać małżowinę uszną bądź nie. U łuskowca olbrzymiego znajduje się tam kępa włosów. Występuje ona raczej u gatunków azjatyckich, nieobecna u afrykańskich.
Pysk jest długi i wąski, a w jamie ustnej nie znajdzie się ani jednego zęba. Zanikły one na skutek przystosowania do mrówkożerności, przechodząc przez etap niezbyt funkcjonalnych zębów pozbawionych szkliwa. Bardzo słabe są również mięśnie odpowiadające za żucie, tak że łuskowce właściwie są niezdolne do żucia (pewien wyjątek stanowi łuskowiec indyjski, aczkolwiek u niego mięśnie te również nie służą żuciu, a jedynie utrzymywaniu ciśnienia w jamie ustnej). Kość zębowa jest długa i cienka, występuje spojenie żuchwy stanowiące miejsce poślizgu dla języka. Ten zaś wykazuje u łuskowców szczególne cechy. Przypomina nieco język mrówkojadów. Jest długi, u łuskowca olbrzymiego osiągając 70 cm długości, u łuskowca indyjskiego osiągając 30 cm długości, a u łuskowca jawajskiego tylko 15 cm (u mrówkojadowatych mierzy on 30–40 cm). Jego przyczep leży aż na wyrosku mieczykowatym, tylnej części mostka (xiphisternium), zależnie od gatunku istotnie rozbudowanym, ale krótkim (gatunki afrykańskie), bądź bardzo istotnie rozbudowanym, z końcem tworzącym szpadowatą płytkę bądź przedłużającym się w długie wyrostki, zakręcające po przejściu w okolicy dołu biodrowego w kierunku grzbietowo-bocznym i kończące się w prawej odnodze przepony (gatunki azjatyckie). Sama budowa mięśniowa języka również wykazuje odmienności. Budujące go mięśnie służą głównie wciąganiu i wyciąganiu języka i tworzy go jedno pasmo mięśniowe, którego nie da się podzielić na konkretne mięśnie jak u wielu innych ssaków. Język działa jako narząd zmysłowy, ale bardziej czuciowy, macający otoczenie, niż smakowy, jako że kubki smakowe ma nieliczne. Pokrywa go lepka, bezbarwna ślina, do której przyczepiają się pożerane przez łuskowca owady. Cechuje się zasadowym pH. Wydziela ją głównie ślinianka podżuchwowa. Ślinianki są bardzo dobrze rozwinięte, sięgając szyi i prawie że barków. Zwiększone wydzielanie tak kluczowej w odżywianiu się zwierzęcia śliny zwiększa jego zapotrzebowanie na wodę i wymaga bardziej wydajnych nerek.
Znajdujące się nad pyskiem nozdrza chroni specjalna zastawka zamykająca do nich drogę pożeranej zdobyczy. Połykane owady nie mogą wydostać się przez nos dzięki specjalnemu fałdowi, plica alata. Ponadto kość gnykowa strząsa je z języka do przełyku.
Połknięte mrówki czy termity trafiają do żołądka, budowanego u łuskowców przez dwie komory. Pierwsza z nich stanowi zbiornik na pokarm i nie uczestniczy jeszcze we właściwym trawieniu. Pokrywa ją nabłonek wielowarstwowy płaski rogowaciejący. Rogowacenie stanowi odpowiedź zwierzęcia na twardy, bogaty w chitynę pokarm. Kolejna, dalsza komora prowadzi już mechaniczną obróbkę pokarmu, wobec czego ma grube mięśniowe ściany ze zmarszczkami od środka. Żołądek wypełnia gleba z drobnymi kamyczkami. Może on mieścić 0,5 kg treści.
Charakterystyczną cechą łuskowców jest pokrywający ich ciało pancerz. Budują go łuski tworzone przez naskórek zwierzęcia. Wbrew powszechnym wyobrażeniom nie mają one jednak wiele wspólnego z również naskórkowego pochodzenia włosami, odpowiadają raczej paznokciom. Buduje je keratyna, co zwiększa zapotrzebowanie zwierzęcia na białko. Łuski z przodu ciała łuskowca są mniejsze niż te na tyle, u podstawy ogona. Koniec ogona może być pokryty łuskami bądź w pośrodkowym rzędzie kończą się one wcześniej, zależy to od gatunku zwierzęcia. Nie pokrywają brzusznej strony jego ciała i wewnętrznej strony kończyn. Kolor mają szarożółtawy, niekiedy złoty do brązowego. Mięśnie pozwalają ssakowi na zmianę ich nastawienia, przez co łuskowiec może zranić agresora. Przerażony łuskowiec zwija się w kulkę, chowając głowę pomiędzy kończynami tylnymi i nakrywając ogonem wrażliwą spodnią stronę ciała. Chroni go to przed drapieżnikami. Przed ugryzieniami mrówek raczej nie chroni, tym bardziej że łuski są czułe w dotyku. Pomiędzy łuskami u niektórych gatunków obecne mogą być włosy, u innych ich nie ma. U noworodków łuski są cienkie i miękkie, włosy już są obecne. Masa uzbrojenia stanowi jedną trzecią-jedną czwartą masy ciała zwierzęcia.
Samica ma na piersi parę sutków. Jądra samca leżą w pachwinach. Moszna nie występuje.
Ciało łuskowca wieńczy ogon, niekiedy bardzo długi, zwłaszcza u form nadrzewnych, i wsparty na licznych kręgach. Rekordzistą jest tu łuskowiec długoogonowy, którego ogon ma aż 50 kręgów, osiągając około metra długości, czyli dużo jak na zwierzę ważące od 2 do 3,5 kg. Inne łuskowce mają mniej kręgów ogonowych, niekiedy około 20 (19–21 u łuskowca ziemnego). U łuskowców żyjących na drzewach ogon pełni funkcję chwytnej piątej kończyny. Obejmują nim pień drzewa, po którym wspinają się po spirali. U końca posiada narząd czuciowy zasobny w ciałka Paciniego. U form naziemnych ogon stanowi raczej przeciwwagę dla przedniej części ciała, umożliwiając zwierzęciu dwunożny chód, rozwinięty najlepiej u łuskowca ziemnego.
Kończyny łuskowca także są pokryte łuskami. Przednie ustępują nieco długością tylnym (oprócz łuskowca chińskiego). Kończą je palce w liczbie pięciu, zwłaszcza u form nadrzewnych chwytne, z największym trzecim. Zakończone są pazurami. Podczas chodu zwierzę opiera ciężar ciała na nadgarstku, pazury trzymając pionowo względem gruntu, bądź też na grzbietowych częściach pazurów. Wskutek tarcia pazury u łuskowców naziemnych skracają się, czego nie obserwuje się u ich nadrzewnych krewnych. Pazury łuskowce wykorzystują do drążenia w ziemi, w mrowiskach czy termitierach.

## Systematyka

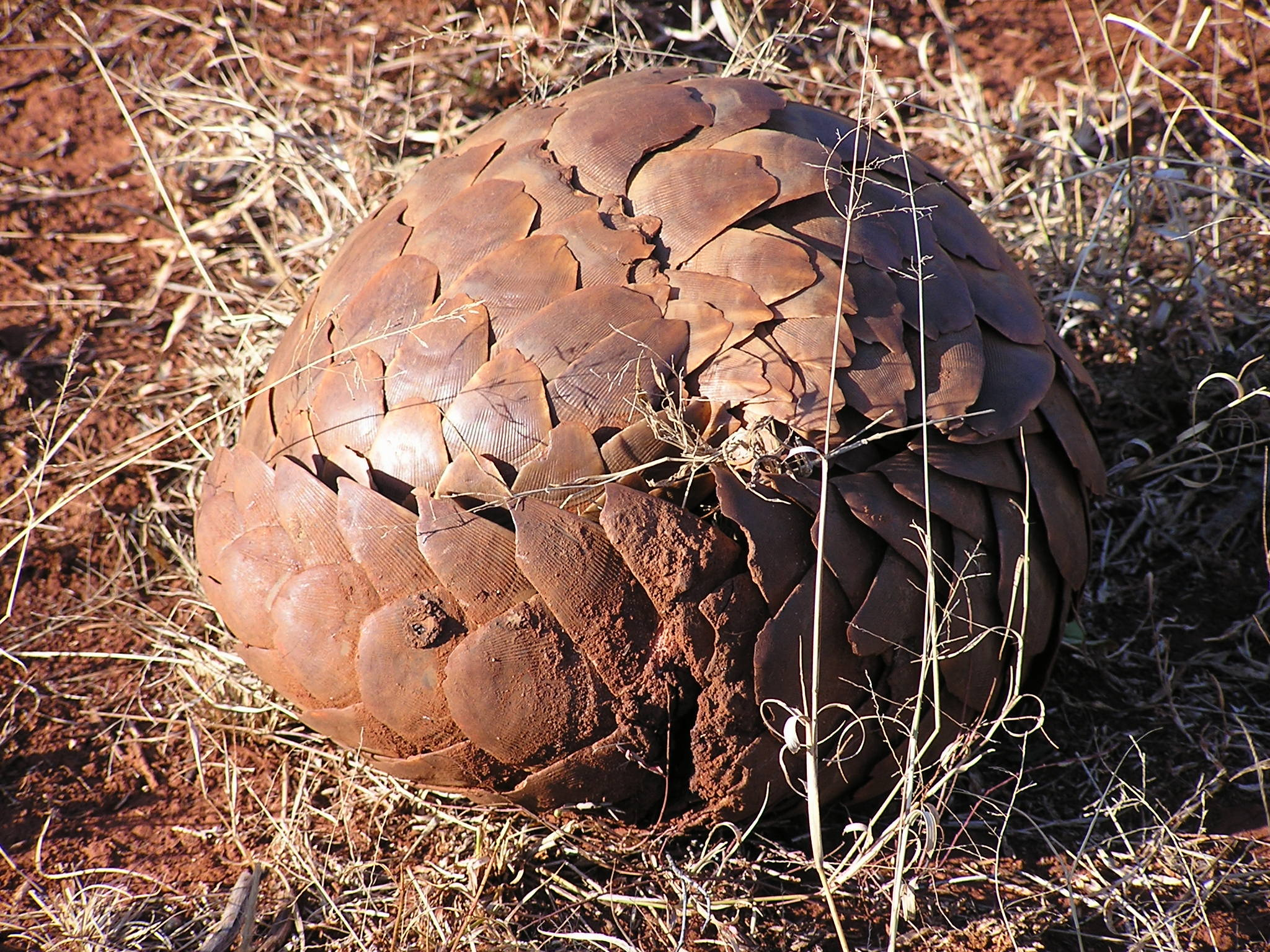
Łuskowiec ziemny osłonięty pancerzem z łusek

Pozycja łuskowców na drzewie rodowym ssaków długo pozostawała zagadką. Łączono je niegdyś z mrówkojadowatymi, zwierzętami o nieco podobnej morfologii. Jednakże dokładniejsze badania wykazały powierzchowność podnoszonych podobieństw i ich analogiczną naturę – jako efekt konwergencji, a nie wspólnego pochodzenia. Badania genetyczne wykluczyły bliskie pokrewieństwo z mrówkojadami, zaliczanymi obecnie do rzędu włochaczy w grupie szczerbaków wraz z liściożerami i pancernikowcami. Wskazano natomiast bliskie pokrewieństo łuskowców z drapieżnymi.
Obecnie rodzina liczy 8 gatunków. Niektóre źródła umieszczają je wszystkie w pojedynczym rodzaju Manis, nazwanym tak przez skojarzenie nieuchwytnego, samotniczego, nocnego trybu życia łuskowców z manami z mitologii rzymskiej. Inni autorzy umieszczają gatunki w odrębnych nie tylko rodzajach, ale i podrodzinach.
Do rodziny należą następujące rodzaje: 
- Manis Linnaeus, 1758 – łuskowiec,
- Smutsia J.E. Gray, 1865,
- Phataginus Rafinesque, 1821.

## Tryb życia

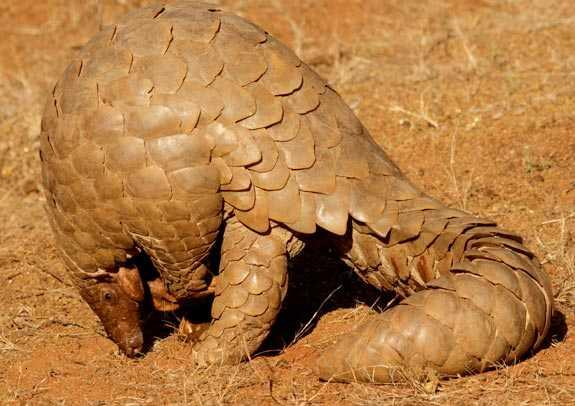
Łuskowiec indyjski

Łuskowcowate wiodą samotny, nocny tryb życia. W dzień odpoczywają, w nocy wychodzą na żer. Mało wiadomo o ich strukturze społecznej, niemniej znakowanie terenu i zawzięte walki samców w niewoli, niekiedy prowadzące do zgonu jednego z walczących, wskazują na terytorializm. W naturze relacje społeczne łuskowców ograniczają się w zasadzie do rozrodu.
Łuskowiec kryje się w norze. Jednakże rzadko wykopuje ją sam, pomimo że dobrze radzi sobie z kopaniem, zwłaszcza gdy trzeba rozkopać mrowisko czy termitierę. Preferuje jednak korzystanie z nor wykopanych uprzednio przez inne zwierzęta, w szczególności mrównika. Ten afrykański ssak również żywi się mrówkami i termitami i często wykopuje nory w pobliżu termitier. Nory obierane przez łuskowca latem są dość płytkie, w przeciwieństwie do głębokich nor zimowych bądź nor, w których samica wydaje na świat młode. Mają one długi korytarz, pośrodku poszerzający się w komorę, w której przebywa zwierzę. Nora taka często znajduje się blisko termitiery, jednak nie łączy się z nią bezpośrednio. Łuskowiec korzysta z jednej nory przez kilka nocy. Samce częściej zmieniają nory, pozostając w jednej przez jedną-dwie noce. Samice rzadziej zmieniają nory. Matka z młodym korzysta z jednej nory 9 dni.
Na ziemi poruszają się na czterech łapach, wlokąc za sobą ogon, mając 3 różne typy chodu, w tym jeden przypominający przemieszczanie się gąsienic (oddzielne wysuwanie przednich łap i oddzielnie tylnych z odpowiednimi wygięciami grzbietu) bądź na dwóch, kiedy to ogon stanowi przeciwwagę dla przedniej strony ciała. Sprawnie wspinają się na drzewa, wykorzystując ogon jako kolejną kończynę. Potrafią pływać.
Nie występuje ściśle wyróżniony sezon godowy. Samiec poszukuje samicy, kierując się węchem. Kiedy ją spotyka, początkowo może pomiędzy nimi dojść do walki. Po starciu samica uznaje samca i spędza z nim kilka dni. Podczas tego czasu kopulują ze sobą, splatając w czasie stosunku ogony. Następnie samiec zostawia samicę, nie uczestnicząc w opiece nad swym potomstwem.
Zarodek zagnieżdża się w jednym z dwóch rogów macicy matki. Długość ciąży zależy od gatunku, od ponad dwóch miesięcy (65–70 dni u łuskowca indyjskiego) do pięciu miesięcy (130–150 dni u łuskowca ziemnego). Następnie wydaje na świat zazwyczaj pojedyncze młode, aczkolwiek u części gatunków obserwowano bliźnięta. Noworodek od razu ogląda świat otwartymi oczami. Początkowo nie potrafi chodzić, a jedynie pełza na brzuchu. Ma miękkie łuski, spomiędzy których w pierwszym tygodniu życia mogą pojawiać się włosy. Początkowo pozostaje w norze pod opieką matki. W razie zagrożenia matka chroni go własnym pancerzem. Nosi go uczepionego swego grzbietu. Ssie on wyłącznie mleko matki przez 2–4 tygodnie, po czym matka zaczyna włączać mu stały pokarm. Sprawuje nad nim opiekę przez kilka następnych miesięcy. W końcu jednak spotyka kolejnego płodnego samca, dochodzi do kopulacji i kolejnej ciąży. Przed wydaniem na świat kolejnego młodego matka przegania starszego potomka, który musi znaleźć własne miejsce do życia. Poród następuje raz do roku.

## Rozmieszczenie geograficzne
Rodzina obejmuje gatunki zamieszkujące tropikalne obszary Azji i Afryki. W Azji żyją łuskowce indyjski, chiński, filipiński (ograniczony do kilku wysp) i jawajski. Zamieszkują Indie, Azję Południowo-Wschodnią, południową część Chin. Pozostałe gatunki występują w Afryce, żyją w jej zachodniej, środkowej, południowej i wschodniej części.

## Ekologia

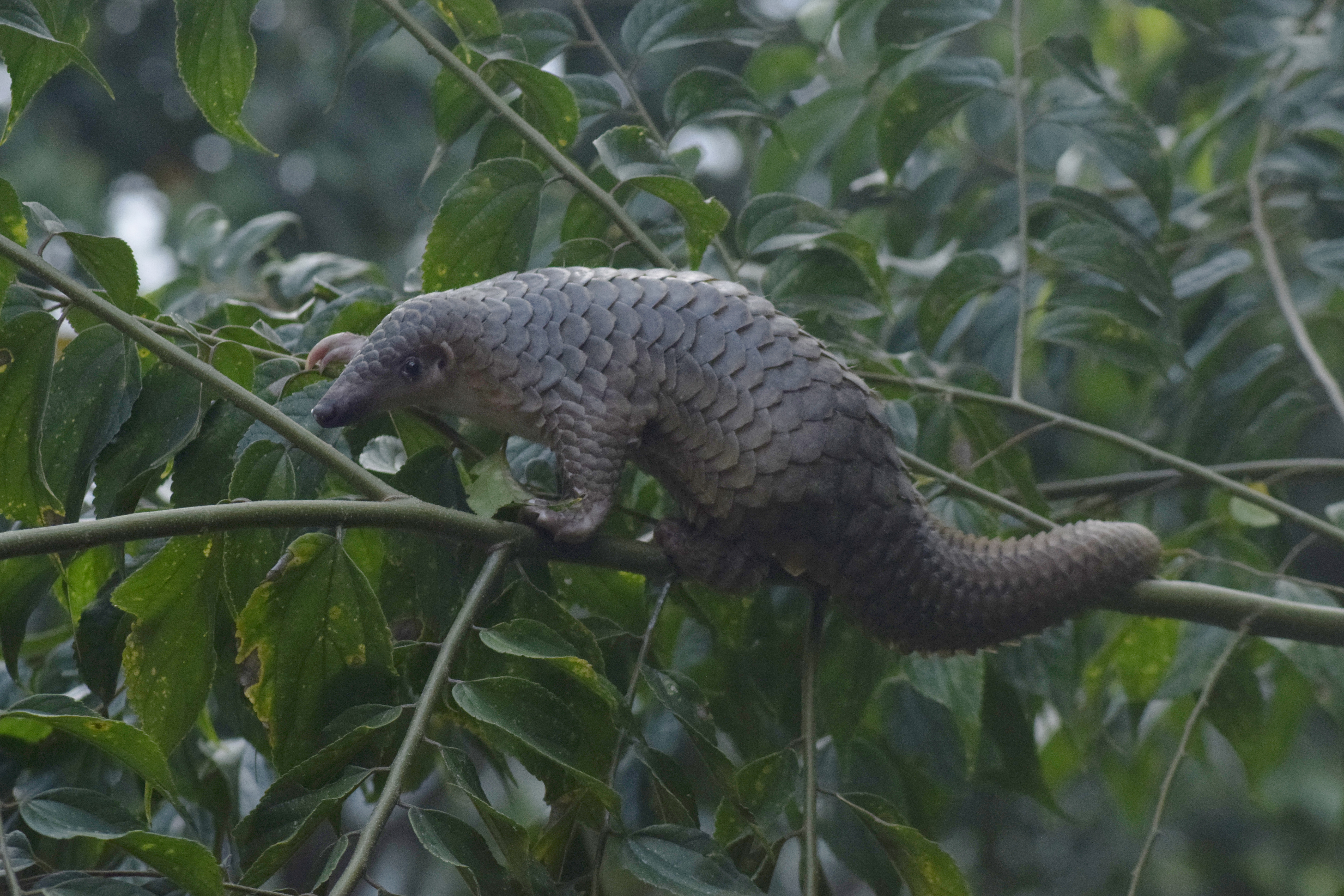
Łuskowiec jawajski na drzewie

Łuskowce zamieszkują różne siedliska, w szczególności lasy, ale też niektóre tereny trawiaste. Dwa czynniki kluczowe dla ich występowania to dostępność pokarmu i dostępność wody. Dlatego też nie spotyka się ich na pustyniach ani półpustyniach. Potrafią poradzić sobie w siedliskach przekształconych działalnością ludzką, jeśli cały czas dostępne są na nich mrówki czy termity, jednak rozród wymaga już kryjówek. Obserwowano łuskowce na plantacjach.
Łuskowcowate są myrmekofagami: ich głównym, a często jedynym pokarmem są mrówkowate i termity. Prócz nich niektóre, zwłaszcza duże afrykańskie, gatunki przyjmować mogą dodatek innego pokarmu, jak chrząszcze, w tym chrząszcze wodne. W żołądku łuskowca znajdywano też bliżej nieokreślone larwy.
Zwierzę wyrusza na żer nocą. Często ma norę bezpośrednio przy mrowisku czy kopcu termitów. Budowlę owadów społecznych rozkopuje pazurami przednich łap, szczególnie dużym trzecim pazurem. Wykopany piach odpycha tylnymi łapami bądź odwraca się i używa przednich. Zazwyczaj nie sięga bardzo głęboko; zimą, kiedy to zdobycz przebywa uśpiona w głębszych partiach kopca czy mrowiska, kopie głębiej. Następnie wsuwa długi i lepki język w szczeliny. Pożera mrówki wszystkich stadiów, najbardziej jednak lubi jaja, nie posiadające jeszcze twardych pancerzyków z chityny broniących ciał imagines. Niektóre gatunki przedkładają mrówki nad termity. Zazwyczaj pożywiający się łuskowiec nie niszczy kolonii doszczętnie, pozwalając jej na odbudowę. W przypadku dużych kolonii może zachodzić do nich przez kilka nocy z rzędu. Jednakże niekiedy strąca na ziemię gniazdo owadów nadrzewnych.

## Zagrożenia i ochrona
Do zagrożeń należy działalność człowieka. Łuskowce pomimo objęcia międzynarodową ochroną cały czas są obiektem polowań. W szczególności w Chinach poluje się na łuskowce celem użycia ich w tradycyjnej chińskiej medycynie. Doprowadziło to do znacznego zmniejszenia populacji występujących tam gatunków łuskowca chińskiego i indyjskiego, a nawet zupełnego wytrzebienia populacji łuskowców w niektórych prowincjach. Po lokalnych wyginięciach na terenie Chin popyt zaczyna przerzucać się na inne gatunki, ściągane z krajów południa. Natomiast w Afryce na łuskowce poluje się dla mięsa, lokalnie także dla wykorzystania w medycynie. Ponadto łuskowcom zagraża używanie pestycydów, na które są one bardzo wrażliwe. W końcu zagraża im niszczenie siedlisk. Spośród 8 gatunków łuskowcowatych sklasyfikowanych przez IUCN dwa są narażone na wyginięcie (VU), trzy zagrożone wyginięciem (EN), a trzy krytycznie zagrożone wyginięciem (CR).

## W kulturze

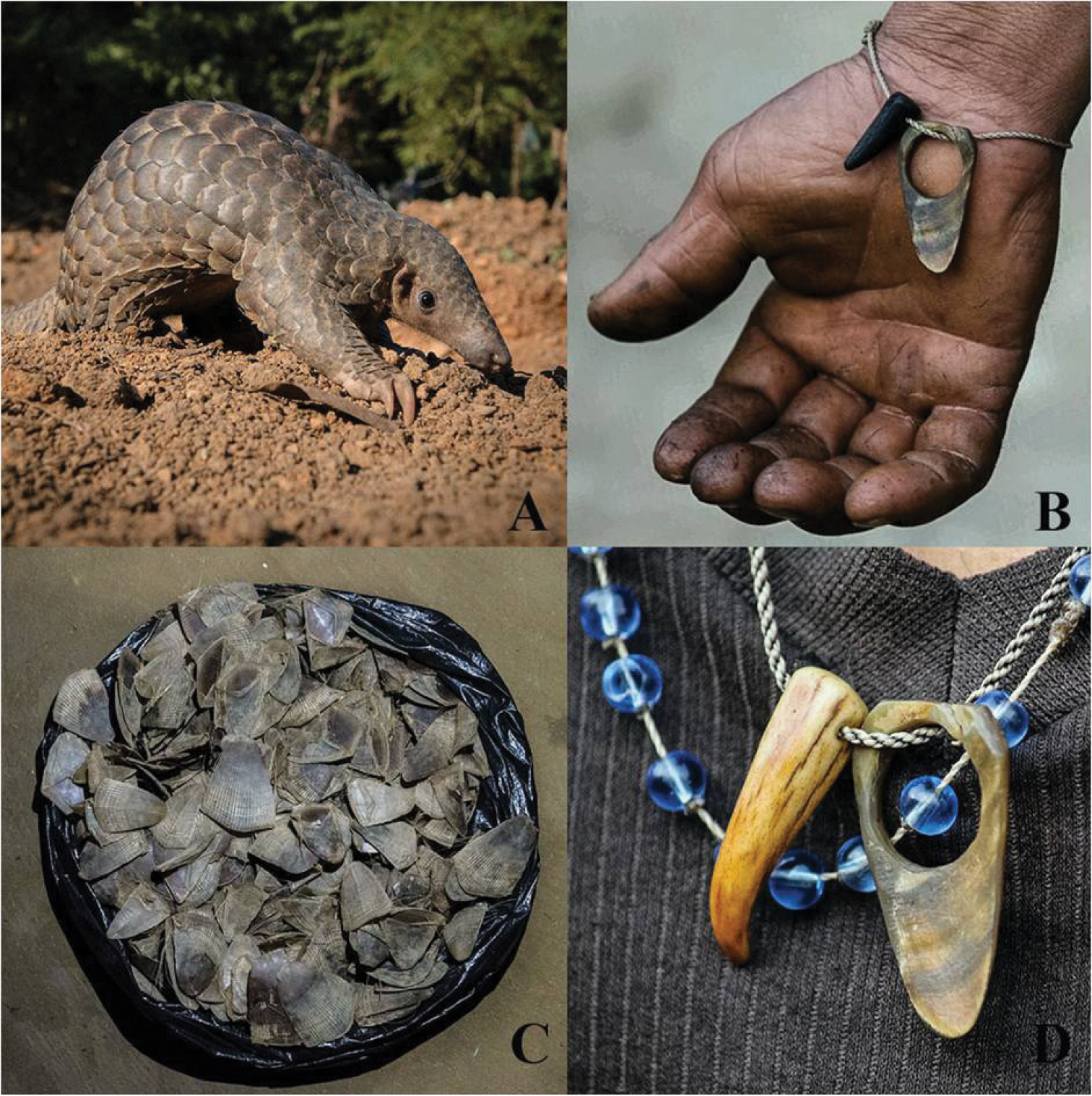
Wyroby stworzone z łusek łuskowca

Łuskowce obecne są w kulturze ludzi zamieszkujących tereny ich życia. W Chinach używa się ich w tradycyjnej medycynie ludowej. Leczyć mają świerzb, astmę oskrzelową, infekcje, zatrucia, choroby krążenia i reumatyczne. Używa się go także jako afrodyzjaku. W Nepalu sądzi się, że łuski łuskowców mogą chronić dzieci przed złymi duchami. Łuski sprzedawane są jako płytki, oparzane w occie czy oleju bądź spopielone. Znaczny popyt na łuskowca w Chinach doprowadził do wyginięcia rodzimych gatunków w trzech prowincjach i pojawienia się czarnego rynku na poziomie międzynarodowym w postaci ściągania innych gatunków łuskowca z krajów na południe od Chin. Łuskowiec na początku XXI wieku osiągnął dzięki temu zawrotną sumę 95 dolarów za kilogram przy cenach miejscowych kilku dolarów. Prócz Chin skupuje go także Korea.
W Afryce odgrywana przez nie rola zależy do miejsca. Ważną rolę w kulturze pełni łuskowiec olbrzymi. Przypisuje mu się zasługę nauczenia ludzi budowania dachów nad domami, przypominających łuski na grzbiecie zwierzęcia. Odgrywa też istotną rolę w rytuale przejścia chłopców stających się mężczyznami obejmującym obrzezanie, w którym prowadzący ma strój nawiązujący do łuskowca. Zwyczaje takie obserwuje się w Demokratycznej Republice Konga. Zwierzę jest też wobec obecności łusek uważane za przejściowe między rybami a czworonogami. Uważa się go też za zwierzę święte i dobry omen, co niekoniecznie pozytywnie wpływa na losy łuskowców, ofiarowywanych w prezencie miejscowym władzom świeckim i religijnym. Zwyczaje takie obowiązują w Zimbabwe. W Demokratycznej Republice Konga widzi się w nim też posłańca przekazującego informacje ze świata duchów. W Kamerunie natomiast sprzedaje się jego mięso z kłusownictwa, nazywając go czarownikiem. Wykorzystując fakt, że łuskowiec radzi sobie kilka dni bez jedzenia, sprzedawane są zazwyczaj łuskowce żywe, przynajmniej na lokalny rynek. Pomimo wysiłków i wspólnych inicjatyw na poziomie międzynarodowym handel łuskowcem kwitnie nadal.